# Lev Vigotski
Lev Semjonovič Vigotski (tudi Vygotskij, Vygodski rusko Лев Семё́нович Выго́тский), ruski razvojni psiholog, * 17. november 1896, Orša, Ruski imperij (danes Belorusija), † 11. junij 1934, Moskva, Sovjetska zveza (danes Rusija).

## Delo
Vigotski sodi med utemeljitelje koncepta socialne kognicije. Čeprav velja za psihologa, kaže izpostaviti mnogo širši obseg njegovega interesa. Njegovo disciplinarno "umeščenost" nakazuje dejstvo, da je študij začel na medicini, da je ta študij kmalu zapustil in diplomiral na pravu, znanje pa je nabiral še kot študent zgodovine in filozofije. Leta 1925 je doktoriral na področju psihologije umetnosti, ki je tudi sicer - posebej področje gledališča, literature in jezika nasploh - predstavljala eno njegovih trajnih področij interesa. V dvajsetih letih 2O. stoletja se je v sovjetski Rusiji priključil krogu reformatorjev šole, ki je skušal razviti nov šolski sistem. Krog reformatorjev šole sta vodila Nadežda Krupska in takratni minister za šolstvo Anatolij Lunačarski. 
Z namenom znanstveno podpreti reformne posege se je Vigotski zavzemal za oblikovanje nove znanosti o razvoju otroka - pedologije. V njenem okviru je razvil več konceptov. Poznane so njegove konceptualizacije razvojnih stopenj otroka (ob naslonitvi na Piageta jih je denaturaliziral); osnovnih in višjih oblik mišljenja; povezave mišljenja in govora; pomena okolja za razvoj osebnosti (pomena pristonosti idealnih form v okolju) itd. V polju edukacije je posebej poznan po konceptu območja bližnjega razvoja. Območje mogočega oz. bližnjega razvoja (rus. »зона ближайшего развития«) pomeni območje spoznavanja (reševanje nalog, problemov, razumevanje besedil...), ki ga otrok z določeno stopnjo spoznavnega razvoja lahko doseže le s pomočjo odraslega (ali tudi s pomočjo sovrstnika, ki je spoznavno bolj razvit), ne more pa ga doseči sam. 
Vigotski izrazito poudarja pomen odraslega v razvoju otroka (vpliv okolja). V nasprotju z danes pogostim zavračanjem pomena učiteljev za spoznavni razvoj otrok (kot eden od utemeljiteljev socialnega konstruktivizma) trdi, da je razvoj intelektualnih sposobnosti v veliki meri odvisen od vodstva, usmerjanja in razlage učiteljice, učitelja. 
Trdi, da je razvoj intelektualnih sposobnosti v veliki meri odvisen od dialoga z učiteljem, mentorjem. Po njegovem tako višji miselni procesi najprej potekajo kot socialna interakcija, šele nato se internalizirajo kot miselni procesi posameznika.

### Izbor
- Psihologija izkustva, 1922
- Zavest kot problem psihologije vedênja, esej 1925
- Pedagoška psihologija, 1926
- Zgodovinski smisel krize v psihologiji, 1927
- Problem kulturnega razvoja otroka, esej, 1928
- Osnovni problemi sodobne defektologije, 1929
  - v: Osnovi defektologije, Zavod za udžbenike i nastavna sredstva: Beograd, 1987. (COBISS)
  - v: The fundamentals of defectology[8], Plenum: NY, London, 1993. (COBISS)

- Konkretna psihologija človeka, esej 1929
- Socialistično predrugačenje človeka, esej, 1930
- Vprašanja defektologije, 1930
  - Vigotski in Gellerstein: Strukturna psihologija. Osnovni tokovi sodobne psihologije. 1930
  - Vigotski in Luria: Študije o zgodovini vedênja: Opica. Primitivnež. Otrok. 1930
  - Vigotski in Luria: Orodje in znak v razvoju otroka, 1930
- Pedologija mladostnika, 1931
- Zgodovina razvoja višjih psihičnih funkcij, 1931
- Lekcije o psihologiji (Zaznava; Spomin; Mišljenje; Čustva; Domišljija; Problem volje), 1932
- Igra in njena vloga v psihološkem razvoju otroka, esej, 1933
- Mišljenje in govor, 1934
  - Mišljenje in govor, Pedagoška fakulteta: Ljubljana, 2010. (COBISS) (edicija: Temeljne razprave)
  - Mišljenje i govor, Nolit: Beograd, 1977,1983. (COBISS) (nekoliko skrajšano besedilo)
  - v: Problems of general psychology[9], Plenum: NY, London, 1993. (COBISS)

## Besedila Vigotskega na spletu
v ruščini
- Сознание как проблема психологии поведения (1924/5)
- Исторический смысл психологического кризиса (1927)
- Проблема культурного развития ребенка (1928)
- Конкретная психология человека (1929)
- Этюды по истории поведения: Обезьяна. Примитив. Ребенок (idem) (1930) (soavtor z A. Lurijo)
- Орудие и знак в развитии ребенка (1930)  (soavtor z A. Lurijo)
- История развития высших психических функций (1931)
- Лекции по психологии (1. Восприятие; 2. Память; 3. Мышление; 4. Эмоции; 5. Воображение; 6. Проблема воли) (1932)
- Проблема развития и распада высших психических функций (1934)
- Мышление и речь (idem, idem Arhivirano 2007-01-05 na Wayback Machine., idem) (1934)

v angleščini
- Lev Vygotsky archive, marxists.org:

v francoščini
- Miffre, Dr. Léon. Se former avec Vygotski. Nouvelle formation des professeurs des écoles. Compétences. Mastérisation. Editions Je Publie, 4e édition, 2009, .